# Sylvia Cazeneuve
Pour les articles homonymes, voir Cazeneuve.
Sylvia Cazeneuve est une chanteuse lyrique française, soprano dramatique.

## Biographie
Sylvia Cazeneuve effectue ses études musicales au conservatoire de Toulouse. 
Lauréate de concours internationaux de chant lyrique,, Sylvia Cazeneuve s'est formée auprès de grands noms du chant lyrique et de la musique : Montserrat Caballé, Gabriel Bacquier, Michel Sénéchal, Maarten Koningsberger, Susan Manoff ...
Elle affectionne les grands opéras, mais aussi la musique de chambre et la musique contemporaine. En 2015 elle fait la création mondiale des Petites Mélodies Impertinentes sur un texte du Dictionnaire des Idées Reçues de Gustave Flaubert, œuvre lyrique composée par le compositeur Isabelle Aboulker,.
Elle s'implique activement pour promouvoir le chant lyrique et est régulièrement invitée à donner des stages de chant lyrique.
Elle collabore avec le milieu médical, notamment du thermalisme O.R.L afin de mener diverses actions autour de la voix parlée et chantée.